# مغان برهمن

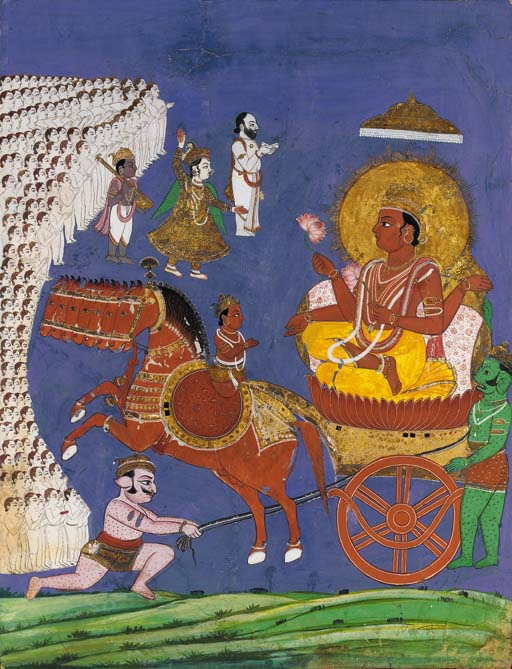
سوریا (ایزد) توسط انبوه مردم عبادت می‌شود. نقاشی مینیاتوری مکتب تانجاوور، دهه ۱۸۰۰. خدای خورشید سوریا با هاله‌ای از نور روی ارابه‌اش که توسط خادمین احاطه شده و با چهره‌های کوچک‌تر در سمت چپ در حالت تعظیم به تصویر کشیده شده‌اند.

مغان برهمن یا مگ برهمن (سانسکریت: मग ब्राह्मण، آوانگاری: Maga Brāhmaṇa)، یا برهمن‌های بهوجک (سانسکریت: भोजक ब्राह्मण، آوانگاری: Bhōjaka Brāhmaṇa)، یا شاکدویپ برهمن (سانسکریت: शाकद्वीपीय ब्राह्मण، آوانگاری: Śākadvīpīya Brāhmaṇa، ت. «برهمن‌های اهل شاکدویپ»)، اعضای جامعه کاهنان با منشأ مردمان ایرانی‌تبار هستند که جذب طبقهٔ برهمین‌های هند شدند. آنها امروزه عمدتاً در غرب و شمال غربی هند متمرکز هستند. آنها از پرستندگان خدای خورشید سوریا (ایزد) منشأ گرفته‌اند.
مطالعه بر روی مغان در متون هندی، قبل از هر چیز، با بهاویشیا پورانا (متن مذهبی هندوئیسم) به عنوان یک منبع آغاز شد. طبق افسانه ای که در بهاویشیا پورانا نوشته شده است سامبا (پسر کریشنا) به جذام مبتلا شد و از طریق پرستش خدای خورشید، سوریا درمان شد. او معبدی برای پرستش سوریا بنا کرد اما برهمن‌های اهل هند حاضر نشدند که به عنوان راهب در این معبد کار کنند بنابراین مجبور شد چندین خانواده از مغان برهمن خورشیدپرست، را از یک منطقه اسطوره‌ای به نام شاکدویپ بیاورد. متون بودایی زیادی وجود دارد که حاوی ارجاعاتی به این مگاها است که در بخشی از متن‌ها به اینکه مگاها  با خویشاوندان نزدیک روابط داشتند اشاره شده است. با این حال، توضیحات در این اسناد بودایی تا حد زیادی مشابه است، و نشان می‌دهد که آنها را می‌توان در نهایت به یک منبع واحد ردیابی کرد.
برخی از آداب و رسوم خاص مغان برهمن، مانند بستن کمربندی به نام اوینگ (سانسکریت: अव्यङ्ग، آوانگاری: Avyaṅga، ت. «غیر اصیل، مصدر»)، با بستن کمربندی به نام کستی در بین زرتشتیان شباهت دارد. بر پایه همین شباهت‌ها هلموت هومباخ استدلال می‌کند که مغان کسی جز روحانیان زرتشتی نیستند برخلاف آن آلبرشت وبر بر اساس خورشیدپرستی مغان عقیده دارد که مگاها روحانیان گروهی هستند که خدای خورشید، میترا را در ایران باستان می‌پرستیدند.
پژوهشگر ژاپنی، یوتو ناگای در سال ۲۰۲۳ می‌نویسد: بحث در مورد منشأ مغان برهمن تا حدی به دلیل محدودیت در اسناد موجود به بن‌بست رسیده و اختلاف‌نظرها تا به امروز حل نشده باقی مانده است.

## نظریه‌ها

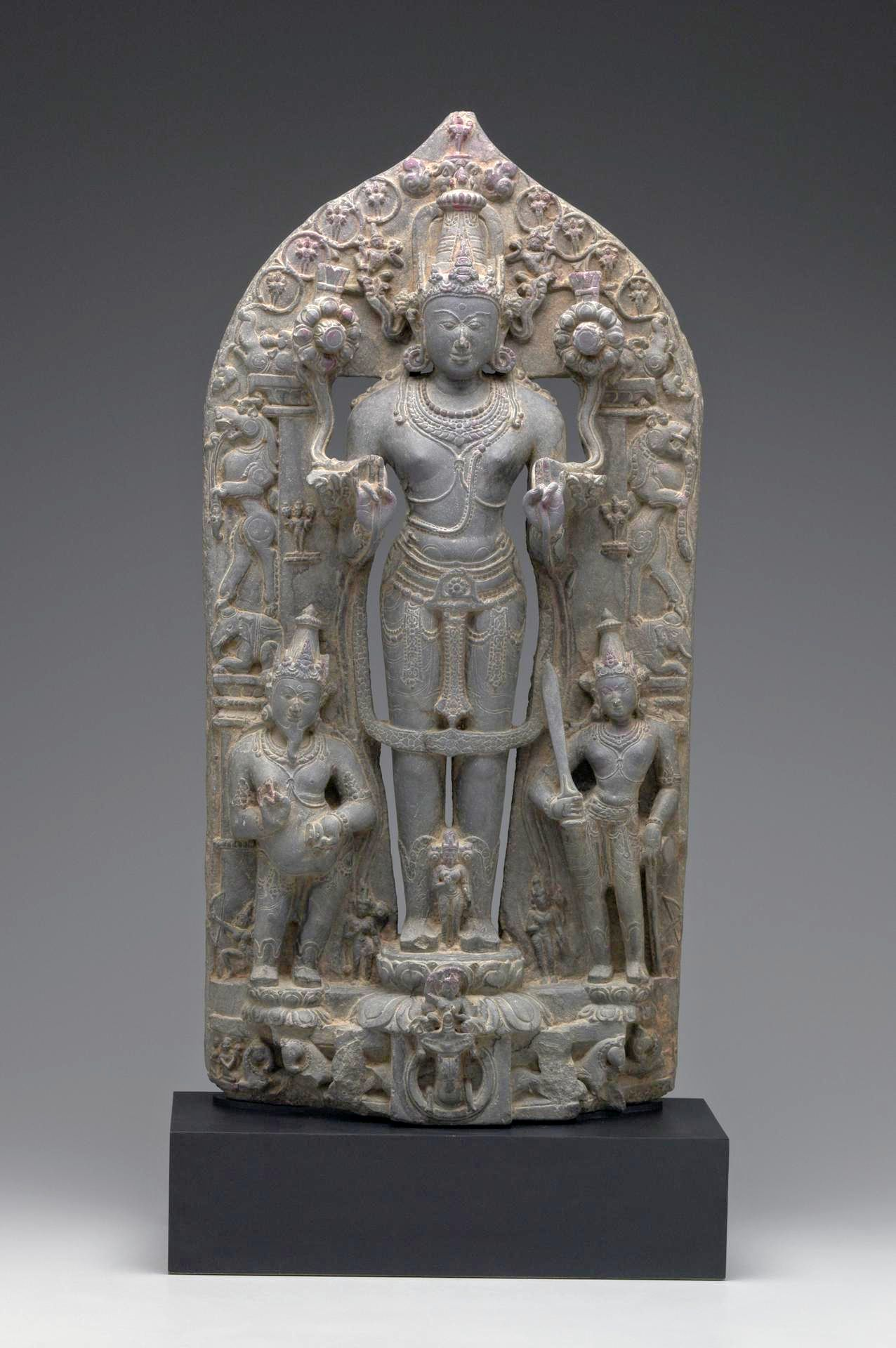
این نقش برجسته سنگ سیاه که در سال ۱۸۳۳ در گل دلتای رود گنگ کشف شد، سوریا، خدای خورشیدی هندو را به تصویر می‌کشد. سوریا چکمه‌هایی می‌پوشد که نشان از خاستگاه شمالی خدا دارد. در هر دست او شکوفه‌های نیلوفر آبی کاملاً باز شده نگه می‌دارد، گل‌هایی که در نور خورشید شکوفا می‌شوند. دو همسرش و خادمان مرد پینگالا (با قلم و مرکب) و دندین (با شمشیر و سپر) در کنار سوریا قرار دارند. خدا در ارابه ای ایستاده که هفت اسب آن را می‌کشند. ارابه‌سوار او آرونا (طلوع خورشید) ارابه را در سراسر آسمان هدایت می‌کند. در دو طرف او تیراندازان زن با تیرهای خود تاریکی را از بین می‌برند. پرتوهای شعله‌ور نور از پشت سر سوریا ساطع می‌شود. حتی ابروهایش هم از شعله‌های آتش است.

### نظریه زرتشتی بودن

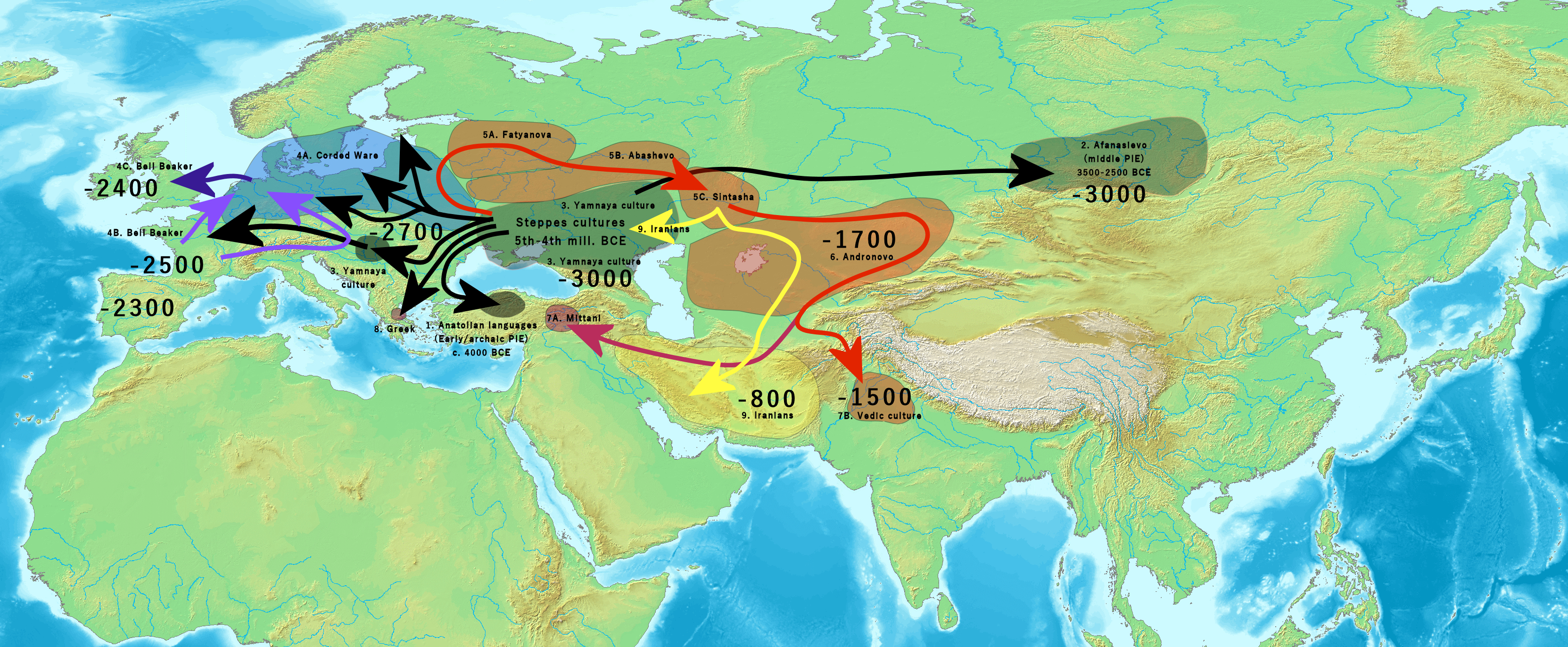
مهاجرت‌های اولیه هند و اروپایی از استپ‌های پونتیک و سراسر آسیای مرکزی.

#### شباهت‌ها

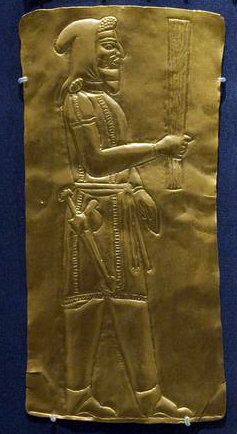
شمایلی از یک مغ در غرب ایران که شاخه برسم در دست دارد.

### سکاستان

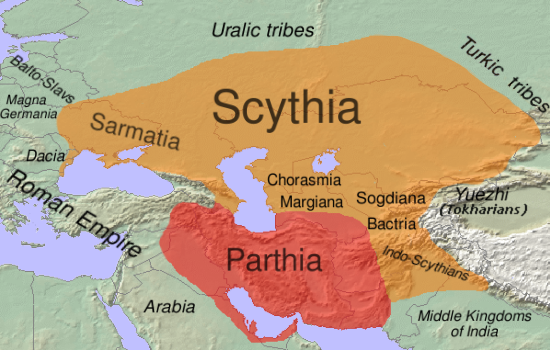
سکاستان در زمان اشکانیان (پارت‌ها)

## جایگاه مگاها در جامعه هند

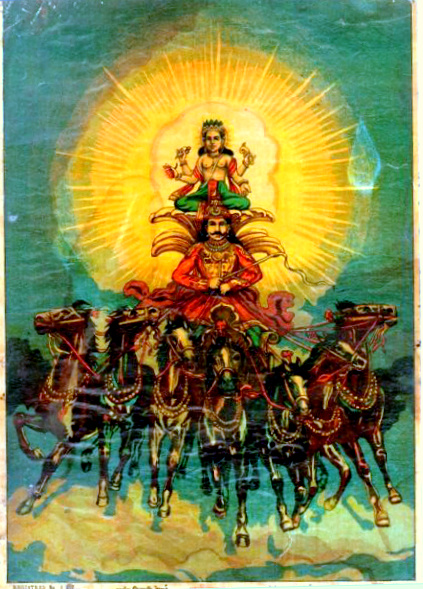
تصویر سوریا ایزد خورشید در هند

## افسانه سامبا
بهاویشیا پورانا و سامبا پورانا در مورد مغان برهمن چنین صحبت می‌کنند: سامبا (پسر کریشنا) پس از نفرین شدن به جذام مبتلا شد، سامبا از پدرش کریشنا خواست تا جوانی او را بازگرداند. کریشنا ناتوانی خود را ابراز کرد و متوسل شدن به خدای خورشید سوریا (ایزد) را به او پیشنهاد کرد. بنابراین، به توصیه الهه نارده، سامبا به جنگل‌های میتراوان در کرانه‌های چاندراگا، جایی که خدای خورشید در آنجا اقامت داشت، رفت. در آنجا، او خدای خورشید را تشویق کرد تا در برابر او ظاهر شود و درمان خود را به دست آورد، اما در عوض، مجبور شد تأسیس یک معبد خورشیدی را بپذیرد. در حالی که معبد با استفاده از تصویری که از خود خدای خورشید دریافت شده بود، ساخته شد، تأمین یک راهب برای معبد دشوار بود، برهمن‌ها نمی‌خواستند در این معبد کار کنند، زیرا راهبان معبد خورشیدی پیشکش‌ها را برای خود می‌گرفتند و این مخالف منوسمرتی (قانون‌نامه‌ها) بود. بنابر این سامبا از یک منطقه اسطوره‌ای به نام ساکادویپا برهمن‌هایی را که «مغ» نامیده می‌شدند برای اجرای مراسم معبد آورد. تمام هجده خانواده مغان برهمن به درخواست سامبا آمدند و در نزدیکی معبد ماندند.

## تعریف
مغان برهمن؛ اعضای جامعه کاهنان با منشأ مردمان ایرانی‌تبار یا مغ‌های ساکن هند هستند که جذب طبقه برهمن شدند. بر اساس شباهت‌های اصطلاحی در آیات پورانا مرتبط با ریشه‌های اولیه ایرانی و سنت مشترک خورشیدپرستی، برخی از محققان این افسانه را منعکس‌کننده مهاجرت مغان -از منطقه‌ای تحت تأثیر ایرانشهر - در امواج متعدد به هند در طول سالیان می‌دانند. محققان در مورد اینکه چه نوع شخصیت‌های مذهبی ایران باستانی را مغان (مگاها) در نظر گرفت، اختلاف نظر دارند.
در بهاویشیا پورانا «بهوجک» نام دیگری برای «مگا» است اما در برخی از مطالعات قبلی گروه «بهوجک» به عنوان یک گروه مذهبی با منشأ متفاوت از مگاها تفسیر شده است. از اواسط قرن بیستم، این تمایز بین خاستگاه «مگاها» و «بوجاکا» به نظریهٔ پذیرفته شده تبدیل شده است. بر اساس نظریه متفاوت بودن مگاها و بوجاکاها، احتمالاً این دو گروه با منشأهای مختلف بودند که در هند یکسان شدند.: ۶ 
خود واژه «بهوجک» یک اسم رایج به معنای «پرستندگان» است و چندین گروه را می‌توان با پرستش بت‌ها در معابد با نام «بوجاکا» نام برد. ممکن است چندین گروه از این قبیل که به نام «بوجاکا» شناخته می‌شدند، افسانه مغان را پذیرفته باشند که «از قاره ساکادویپا آمده‌اند» و «از خدای خورشید متولد شده‌اند» و از این طریق ادعای مشروعیت خود به عنوان برهمن را داشتند. امروزه این برهمن‌ها «برهمن‌های شاکدویپ» نامیده می‌شوند. برهمن‌های ساکادویپای امروزی نیز ممکن است در اثر متحد شدن و پیوستن چندین گروه، از جمله مغان و بوجاکاها به وجود آمده باشند که وجه مشترک آن‌ها در سنت ادعای منشأ گرفتن از منطقه اسطوره‌ای شاکدویپ بود.: ۵۵